# Икономист
Икономист е специалист и/или професионалист в областта на икономиката като дисциплина от социалните науки.  Икономистът може също така да изучава, разработва и прилага теории и концепции за икономиката и да пише за икономическата политика.

## Професионална изява
Полетата за изява на икономистите са:
- учен,
- служител в държавния сектор и
- служител в частния сектор, където могат да проучват данни и статистически извлечения за да определят икономическата активност, икономическите нива на стабилност и потребителските нагласи.

За да направят тези изчисления, те използват сложни методи за статистически анализи, математика, компютърни програми и правят препоръчителни доклади за подобрение на ефективността и/или за възникването на нови тенденции.

## Отличия
Най-престижната награда за изследвания в областта на икономиката е Нобеловата награда за икономика, присъждана ежегодно от Шведската банка (централната банка на Швеция) от 1969 г.